# Robin Verling
Robin Verling (auch unter dem Namen Thomas Verling bekannt; * 17. Januar 1974 in Walenstadt, Schweiz) ist ein ehemaliger liechtensteinischer Fussballspieler.

## Karriere

### Verein
In seiner Jugend spielte Verling für den Hauptstadtklub FC Vaduz, bei dem er dann in den Herrenbereich befördert wurde. Später schloss er sich auf Leihbasis dem USV Eschen-Mauren an. Nach seiner Rückkehr zum FCV wurde er an den FC Balzers verliehen, bevor er wieder zum FC Vaduz zurückkehrte. Anschliessend wechselte er zum FC Schaan, für den er bis zu seinem Karriereende aktiv war.

### Nationalmannschaft
Verling absolvierte sein einziges Länderspiel für die liechtensteinische Fussballnationalmannschaft am 21. Mai 1997 bei der 0:5-Niederlage gegen Irland im Rahmen der Qualifikation zur Fussball-Weltmeisterschaft 1998, als er in der zweiten Halbzeit für Daniel Telser eingewechselt wurde.